# Manantial Espejo
Manantial Espejo es una explotación minera emplazada en el distrito geológico Macizo del Deseado, a unos 50 km al este de Gobernador Gregores, en el Departamento Magallanes, Santa Cruz, en la República Argentina

## Geología y mineralización
El Área de Minas de la Facultad de Ingeniería de la Universidad Nacional de Jujuy, a través de sus gacetillas técnicas informa: 

Manantial Espejo yace en la parte sudoeste de la montaña Deseado, una provincia grande e ígnea dominada por ignimbritas de las formaciones Chon Aike y La Matilde y de andesitas basálticas y menores de la formación Bajo Pobre y que cubre un área de alrededor de 60,000 km2. Las rocas que afloran en la sierra de Deseado Massif datan de la era Precámbrica a Terciaria y sólo algunas porciones de la secuencia tienen lugar en la mina. El área del proyecto consiste de un complejo volcánico relacionado con una caldera colapsada que formó su domo durante el último episodio extrusivo. Las litologías del área consisten primordialmente en secuencias volcánicas subaéreas extrusivas de la época del Jurásico. La mineralización de plata y de metales base en el distrito de Manantial Espejo está espacialmente y genéticamente relacionada con Deseado Massif. Las volcánicas más antiguas se forman en la unidad de basamento y están mineralizadas localmente. Las formaciones Chon Aike y La Matilde alojan una mineralización que ocurre en los contactos con fallas de facies así como también en contactos con fases volcánicas. Los depósitos minerales predominantes en Manantial Espejo son vetas de corto deslizaje y desplazamientos más grandes que se empinan hacia abajo. Los estilos de mineralización incluyen vetas masivas de cuarzo, vetas brechadas, láminas y vetas en red, así como también menor diseminación. El cuarzo es material principal de relleno.

Pan American Silver Corp., propietaria del yacimiento, informa que la “Mineralización de plata y oro está presente como vetas epitermales, breccias, sistemas de venas diseminadas y stockwork y difusiones menores.”

## Explotación y reservas
Las concesiones se distribuyen en 17 minas: Ayelen, La Laguna, María Este, La Madriguera, La Alianza I, La Alianza II, La Gruta, Candelaria, San Lorenzo II, Manantial Oeste II, Rosa, Susie, Luciana, Sol, Ana María, Patricia I y La Esmeralda. 
La superficie total de estas concesiones es de 25.532 hectáreas, a las que se agregan áreas destinadas a la exploración y la logística del yacimiento, hasta llegar a un total de 43.207 hectáreas contiguas afectadas al proyecto.
A los efectos de la explotación, en Manantial Espejo se han delimitado cuatro vetas principales: María, Karina/Unión, Melissa y Concepción. 
“María” es una veta expuesta por más de 1000 m en superficie cuyo ancho varía entre 0,63 m y 20 m con una anchura promedio de 7, 8m.
En el año 2014, se obtuvieron 60.800 onzas de oro y 3,7 millones de onzas de plata.
La empresa minera estimaba producir en el año 2015 entre 3,65 y 3,80 millones de onzas de plata y entre 69.000 y 72.000 onzas de oro, siendo la capacidad de procesamiento de la planta del orden de las 2000 toneladas diarias.
Hacia finales del 2014, según estimación de la empresa, las reservas totales, sumando probadas y probables, ascendían a 2,8 millones de toneladas, con 132 gramos de plata y 1,98 gramos de oro por tonelada.